# Qian Gu

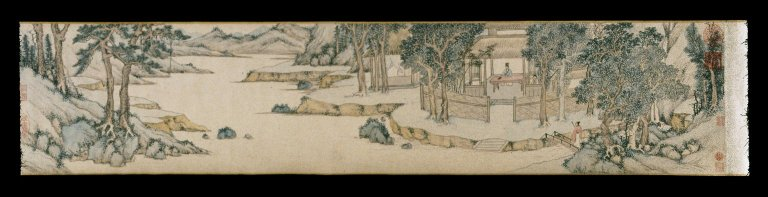
Paisatge, rotlle, Museu de Brooklyn

Qian Gu (xinès simplificat: 钱谷; xinès tradicional: 錢谷; pinyin: Qián Gǔ), conegut també com a Shubao i Qingshi (Changzhou, província de Jiangsu, 1508 - vers el 1578) fou un poeta, cal·lígraf i pintor xinès que va viure sota la dinastia Ming. Va quedar orfe molt aviat i la seva educació formal va ser tardana.
Va destacar com a pintor de paisatges, d'orquídies i bambús. Moltes de les seves obres estan relacionades amb el riu Iang-Tsé. S'inspirà en els mestres del període Yuan. Va ser alumne de Wen Zhengming. De les seves obres, entre altres cal mencionar: “Poble a la muntanya” i “Reunió al Pavelló de l'Orquídia” (que fa referència a una trobada del cèlebre cal·lígraf Wang Xizhi i els seus amics l'any 353). Es troben obres seves en els següents museus: Museum für Ostasiatische Kunst de Colònia (Alemanya), Museu Guimet de París, Museu d'Art de Brooklyn de Nova York (Estats Units), Museu del Palau de Pequín, Museu de Xangai (Xina), Museu Nacional del Palau de Taipei (Taiwan) i el Nationalmuseum d'Estocolm (Suècia).